# ستيفن ويليام شو
ستيفن ويليام شو (بالإنجليزية: Stephen William Shaw)‏ هو رسام أمريكي، ولد في 15 ديسمبر 1817 في وندسور في الولايات المتحدة، وتوفي في 12 فبراير 1900 في سان فرانسيسكو في الولايات المتحدة.